# JJY
JJY ist das Rufzeichen zweier japanischer Langwellensender zur Verbreitung von Zeitzeichen der Weltzeit UTC.
JJY40 sendet Zeitsignale auf der Langwellenfrequenz 40 kHz vom 790 m hohen Berg Ōtakadoya (大鷹鳥谷山, -yama; 37° 22′ 21″ N, 140° 50′ 56″ O) auf der Grenze zwischen Tamura und Kawauchi in der Präfektur Fukushima.
JJY60 sendet auf 60 kHz vom 900 m hohen Berg Hagane (羽金山, -yama; 33° 27′ 56″ N, 130° 10′ 32″ O) auf der Insel Kyushu auf der Grenze zwischen Saga, Präfektur Saga und Itoshima, Fukuoka.
JJY40 ist ca. 16 km entfernt vom Kernkraftwerk Fukushima Daiichi. Am 12. März 2011, 19:46 JST (UTC+9) wurde der Sender wegen der Nuklearkatastrophe von Fukushima abgeschaltet und bereits am 21. April 2011 wieder in Betrieb genommen.